# أليماو (لاعب كرة قدم، مواليد نوفمبر 1982)
أليماو هو لاعب كرة قدم برازيلي في مركز الدفاع، ولد في 29 نوفمبر 1982 في Ituverava ‏ في البرازيل. لعب مع أديلايد يونايتد وسانتو أندريه ونادي جوفنتودي ونادي غواراني ونادي كروزيرو.

## وصلات خارجية
- أليماو (لاعب كرة قدم) على موقع الاتحاد الدولي (مؤرشف)  (الإنجليزية)
- أليماو (لاعب كرة قدم) على موقع قاعدة بيانات كرة القدم.إي يو (الإنجليزية)